# Алексарх Македонянин
Алексарх Македонянин (грец. Ἀλέξαρχος) - стародавній македонський вчений, філософ, полководець, правитель. Син діадоха Антипатра і брат царя Кассандра. 
Жив приблизно з 350 р до 290 р. до н.е. Він згадується як засновник та правитель утопічного міста під назвою Уранополіс, в Халкідікі. 
Коли Македонським царем став зять Олександра Великого та брат Алексарха - Кассандр, він попросив брата виділити йому землі поблизу гори Афон, де він збудував місто, назвавши його ім'ям богині Венери-Уранії. 
Місто Алексарха повинно було стати втіленням ідеї ідеальної держави. Він запросив туди філософів, митців, вчених з різних держав Ойкумени, зрівняв в правах рабів і вільних. 
Щоб підкріпити свої праці про загальну рівність, Алексарх створив для мешканців нову штучну мову - уранічну. В ній виділявся корінь слів, взятий зі східних мов та закінчення й граматика - із західних. 
Тут він також ввів ряд неологізмів.
Про Алексарха й місто Ураномоліс згадується в романі Івана Єфремова "Таїс Афінська".